# Landbouw in Kerala
De landbouw in Kerala in Zuid-India richt zich zowel op de lokale voedselproductie als op de teelt van gewassen voor export. Belangrijke gewassen voor lokaal gebruik zijn rijst, fruit (bananen) en groenten. Belangrijke exportgewassen zijn kokosnoot, rubber (Hevea brasiliensis), betelnoot, peper, koffie, cashewnoten, kardemom en thee. Het tropische klimaat en de moessonregen door stijgende wind bij de West-Ghats maken Kerala geschikt voor deze gewassen.

## Grondsoorten

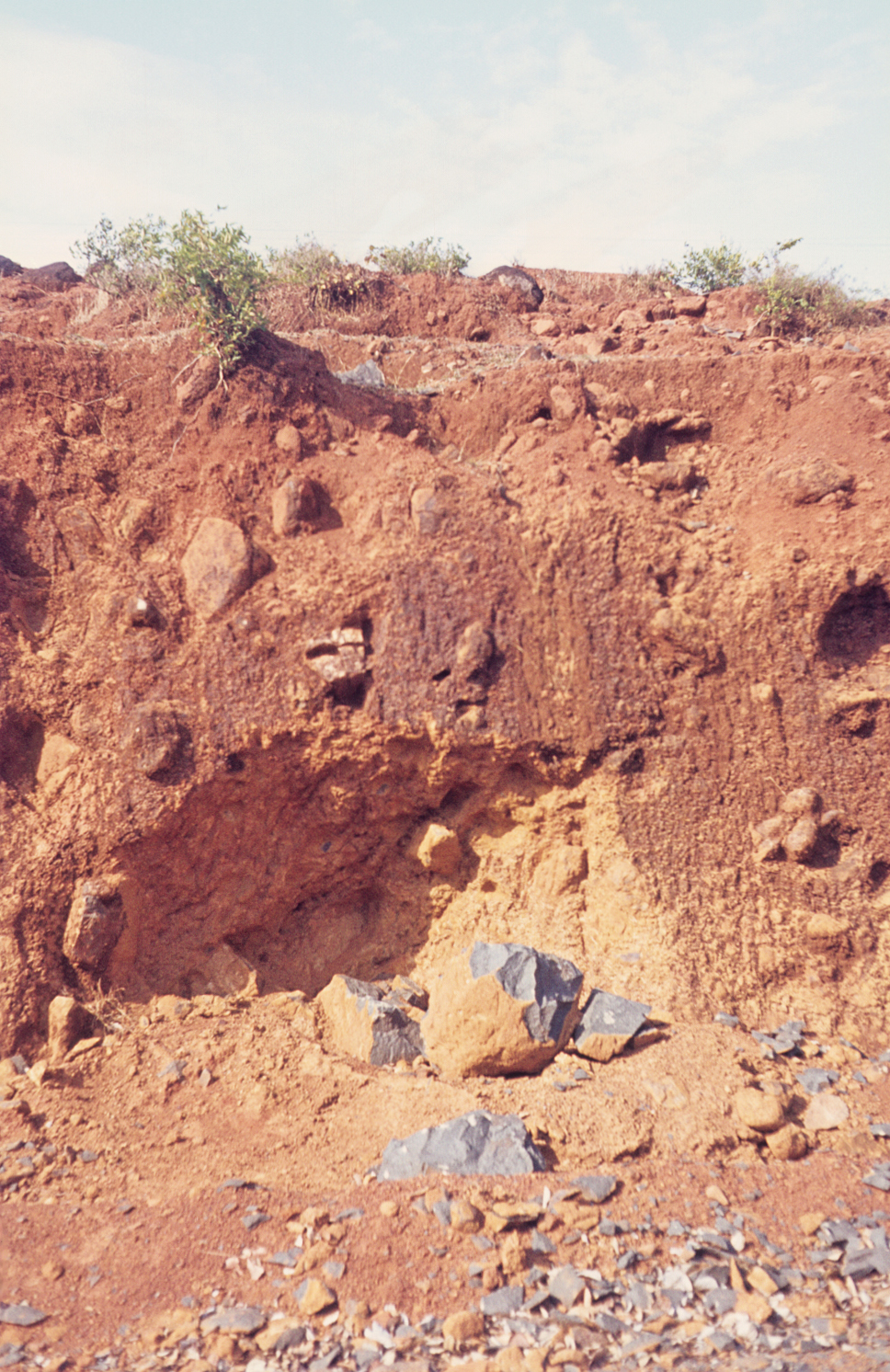
Lateriet met resten oorspronkelijk basalt in Puttur, Kerala, India (1969)

Kerala ligt langs de westkust in Zuid-India, langs het gebergte de West-Ghats. De grondsoort verloopt van de kust tot de hogere bergdelen, en daarmee de landbouw.
De West-Ghats in Kerala hebben pieken tot 2700 meter hoog. Het meeste bos van Kerala is in stand gebleven in deze hoge gebieden. Het wordt ook gebruikt voor hooglandplantages met thee, koffie, rubber en kardemom. De grond is leemachtige bosgrond.
De kuststrook is zanderig met strandwallen, en lagunes en moerassen erachter. Deze strook wordt gebruikt voor rijstvelden, en plantages met kokosnoot en betelnoot. De grond is zand of zanderige leem, met sedimentafzettingen langs de rivieren.
De grond in de heuvels tussen kust en bergen bestaat uit lateriet, een door ijzer rood geworden tropische bosgrond. Hier is de variatie in landbouw het grootst, met gewassen als rijst, suikerriet, tapioca, bananen, gember, kokosnoot, betelnoot, peper, cashewnoten en rubber.

## Klimaat

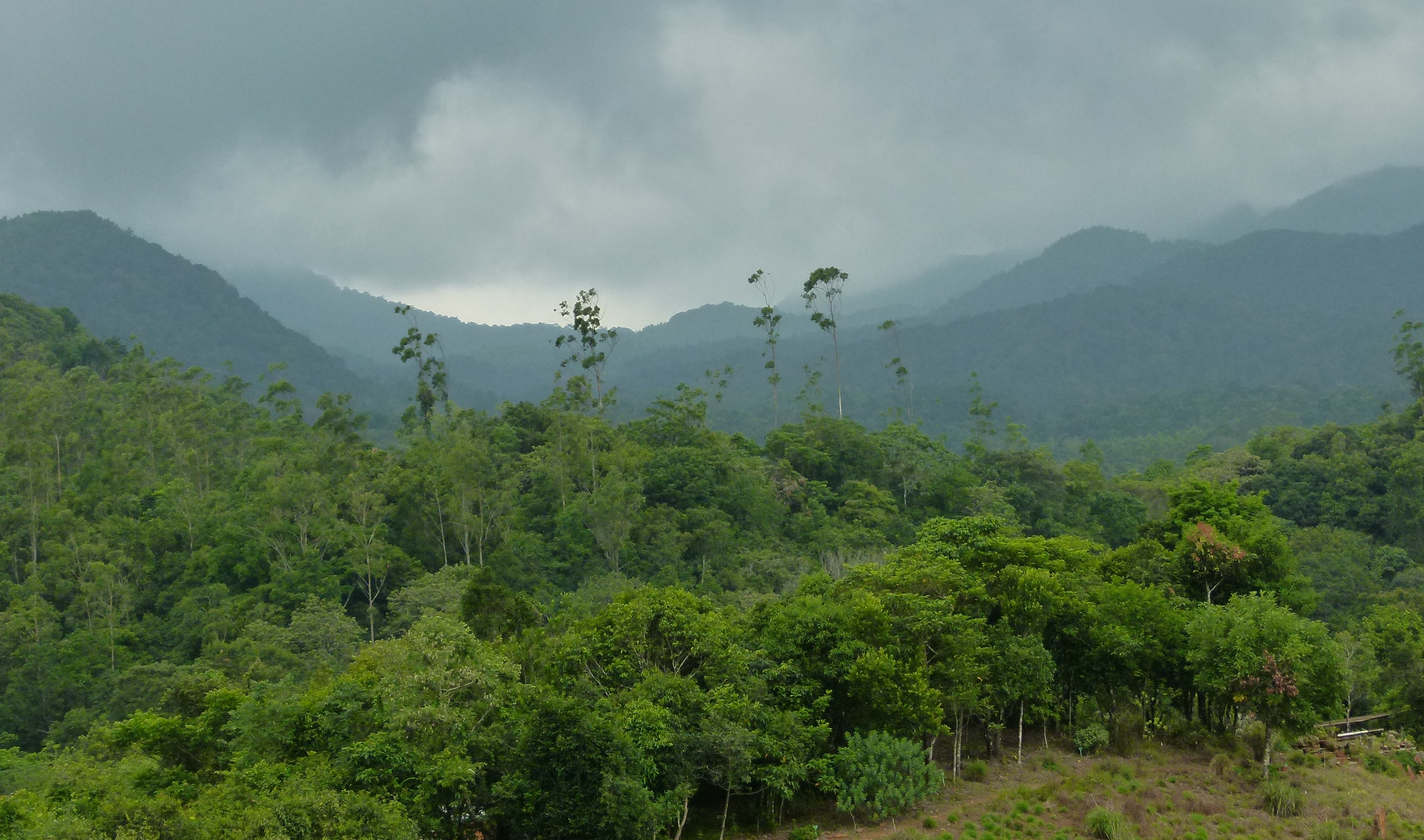
Moessonwolken in het district Wynaad, Kerala

Het klimaat in Kerala is tropisch en daarnaast sterk afhankelijk van de moesson. Als tropisch klimaat heeft het hoge temperaturen maar zonder variatie in temperatuur door de jaarlijkse gang van de zon van noord naar zuid. De variatie komt van de moesson. Deze luchtstroming wordt wel door de jaarlijkse gang van de zon veroorzaakt, omdat de intertropische convergentiezone in de zomer met de gang van de zon mee schuift van zuid naar noord. Daarbij is het zeer warm in een groot gebied in het noorden van India in de zomer, tot 40 °C gemiddeld. Dit helpt een vochtige zeewind van de Indische Oceean op gang te houden. Met de verschuiving van de convergentiezone trekt dit, enigszins samengevat, de zuid-oost passaat van het zuidelijk halfrond naar het noordelijk halfrond waar het dan door de draaiing van de aarde de vochtige zuid-west moesson wordt die richting India waait. Variatie in de moesson kan net als bij ander weer ontstaan door toevloed van koude lucht van elders.
Eenmaal bij de kust van Kerala wordt de vochtige zuid-west moessonwind door de West-Ghats opgestuwd en dat veroorzaakt een zelfs voor moessonregen grote hoeveelheid neerslag. De gemiddelde neerslag per jaar in Kerala is rond de 3 meter. Na de moesson draait de zuid-west moesson om naar de gebruikelijke noord-oost passaat. Deze brengt meer regen aan de oostkust van India, bij de Oost-Ghats bijvoorbeeld in Chennai aan de Golf van Bengalen.
De moessonregen en de tropische temperatuur zijn bepalend voor het weer in heel Kerala, ook in de bergen van de West-Ghats. Het is daar wel koeler door de hoogte. Dit heeft invloed op de landbouw in de bergen, naast de bergachtigheid zelf en de redelijk afgelegen ligging.

## Grondgebruik en productie
India als geheel produceert sinds de jaren 1970 zelf meer granen dan het nodig heeft. Kerala produceert niet al haar eigen rijst, de meest gegeten graan daar. Historisch komt dit door de teelt van exportgewassen. De Kerala Land Reforms Act (1963) heeft een verandering daarin in gang gezet. Tegenwoordig is het bebouwen van landbouwgrond voor stedelijke ontwikkeling ook een reden voor verlies van landbouwgrond. De tabel hierbeneden laat als voorbeeld zien dat het totale met rijst bebouwde oppervlak in Kerala is afgenomen met ongeveer 30% tussen het fiscale jaar 2003-04 en het fiscale jaar 2011-12. Dit terwijl in India als geheel er naar verhouding niet zo'n sterke afname was.
| Fiscaal jaar | Rijstbouw in Kerala [1000 Ha] | Rijstbouw in India [1000 Ha] |
| ------------ | ----------------------------- | ---------------------------- |
| 2003-04      | 287                           | 42496                        |
| 2011-12      | 208                           | 42410                        |

Het totale landoppervlak van Kerala is ongeveer 3.9 miljoen hectare. Ongeveer de helft daarvan wordt gebruikt voor landbouw, een derde is bos, 10% wordt gebruikt voor andere doelen dan landbouw, 4% ligt braak als onderdeel van wisselbouw, de rest heeft geen benoemd doel of wordt niet gebruikt. Een derde van de landbouwgrond wordt twee keer per jaar beplant.
De tabel hieronder laat zien voor welk gewas in het fiscale jaar 2011-12 de beschikbare landbouwgrond werd gebruikt. Land dat twee keer werd beplant wordt twee keer meegeteld.
| Gewas                          | Bebouwd oppervlak [1000 Ha] |
| ------------------------------ | --------------------------- |
| Graan totaal                   | 209                         |
| rijst                          | 208                         |
| Fruit totaal                   | 376                         |
| bananen                        | 108                         |
| Groente totaal                 | 147                         |
| tapioca                        | 74                          |
| Specerijen totaal              | 167                         |
| peper                          | 85                          |
| kardemom                       | 42                          |
| Andere plantagegewassen totaal | 1658                        |
| kokosnoot                      | 821                         |
| rubber                         | 540                         |
| betelnoot                      | 104                         |
| koffie                         | 84                          |
| cashewnoot                     | 54                          |
| thee                           | 37                          |
| Totaal                         | 2557                        |

## Maaltijden in Kerala

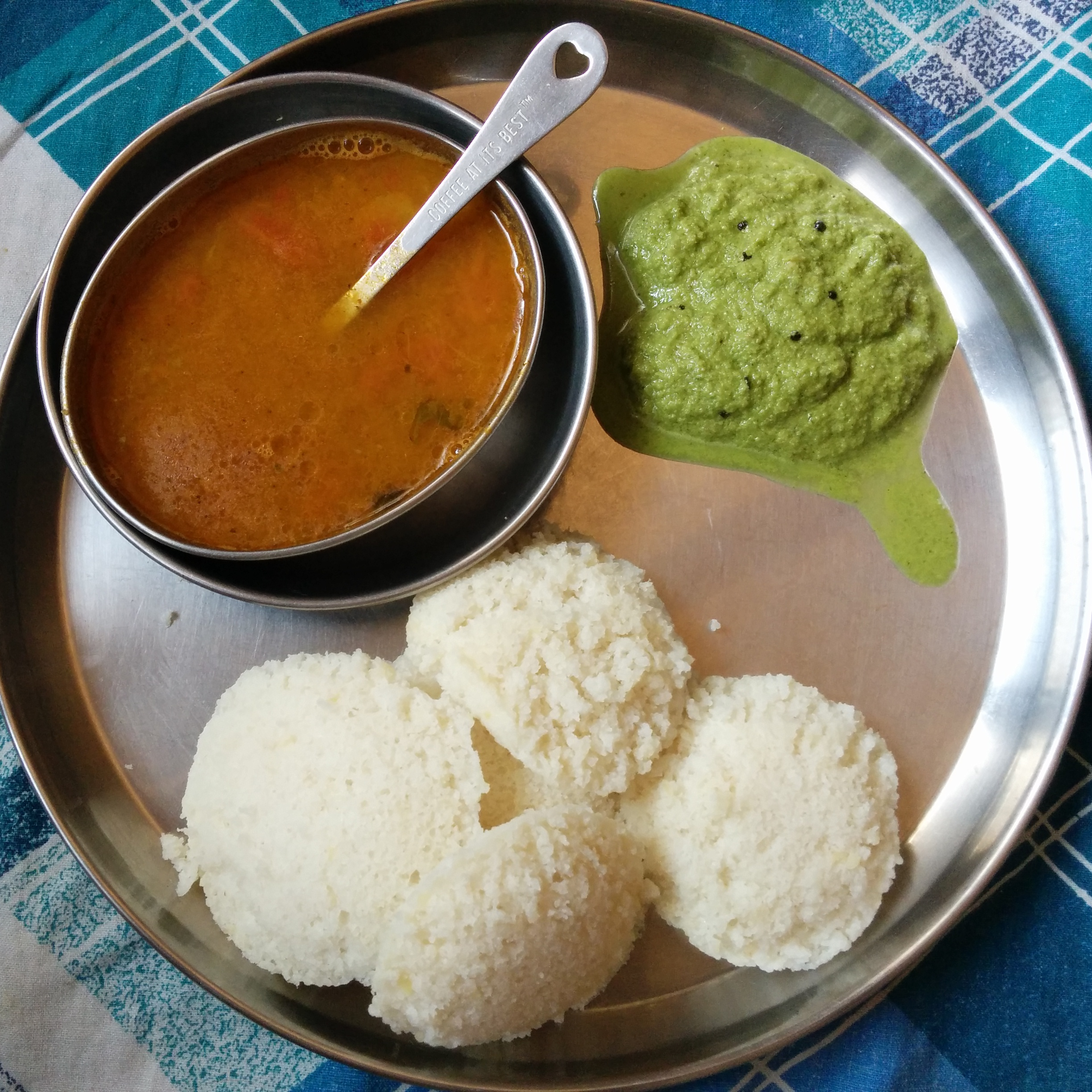
Thuisgemaakt ontbijt van idli, sambar en chutney

Traditioneel ontbijt in Kerala bestaat uit idli (gestoomd), dosa (als pannenkoek gebakken) en puttu (in bamboe gestoomd), alle drie gemaakt van rijstmeel en linzenmeel. Erbij wordt sambar gegeten, gemaakt van groenten en linzen, en verse chutneys. Kokosnoten zijn populair. Warme maaltijden bestaan meestal uit rijst, met linzen, vis of vlees. Specerijen zijn nooit afwezig. De belangrijkste chips zijn geen aardappelchips maar tapiocachips.